# کلووی
۶۰°۱۰′ شمالی ۲۴°۵۷′ شرقی / ۶۰٫۱۶۷°شمالی ۲۴٫۹۵۰°شرقی
کلووی (انگلیسی: Kluuvi)، (سوئدی: Gloet) یک محله تجاری و فرهنگی در منطقه ویروننیمی در هلسینکی پایتخت فنلاند است. ایستگاه مرکزی هلسینکی، هتل کمپ، اداره پست اصلی هلسینکی، مرکز خرید کلووی، ساختمان میراث فرهنگی استاکمن و دفاتر اصلی بانک‌های فنلاند در کلووی واقع شده‌اند.
پردیس مرکزی دانشگاه هلسینکی، موزه هنری آتنیوم و پردیس‌های سینمایی ماکسیم و کینوپالاتسی (کاخ سینما) به عنوان برخی از نمادهای فرهنگی هلسینکی در این محله قرار دارند.
تا سال ۲۰۱۸ این محله ۲۳۰۰۰ شغل را در خود جای داده‌است. از واژه کلووی که نام رسمی این محله است به ندرت در محاوره روزمره مردم هلسینکی استفاده می‌شود و معمولاً از این منطقه به عنوان مرکز (با تلفظ اصیل فنلاندی:کسکوستا) یا مرکز شهر (اودین‌کسکوستا) یاد می‌شود.

## پیشینه
کلمه فنلاندی Kluuvi و کلمه سوئدی glo به معنی دریاچه برای این مکان دارای پیشینه است. پیش از این کلووی به طریقی به خلیج فنلاند مرتبط بود که در نهایت باتلاقی شد. در اواسط قرن نوزدهم این خلیج پر شد. بوی جلبک دریایی هنوز در این محله به مشام می‌رسد که یادگار دوران گذشته‌است.

## نگارخانه

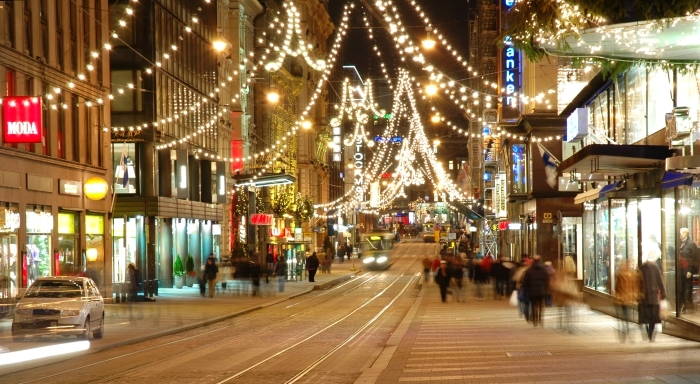
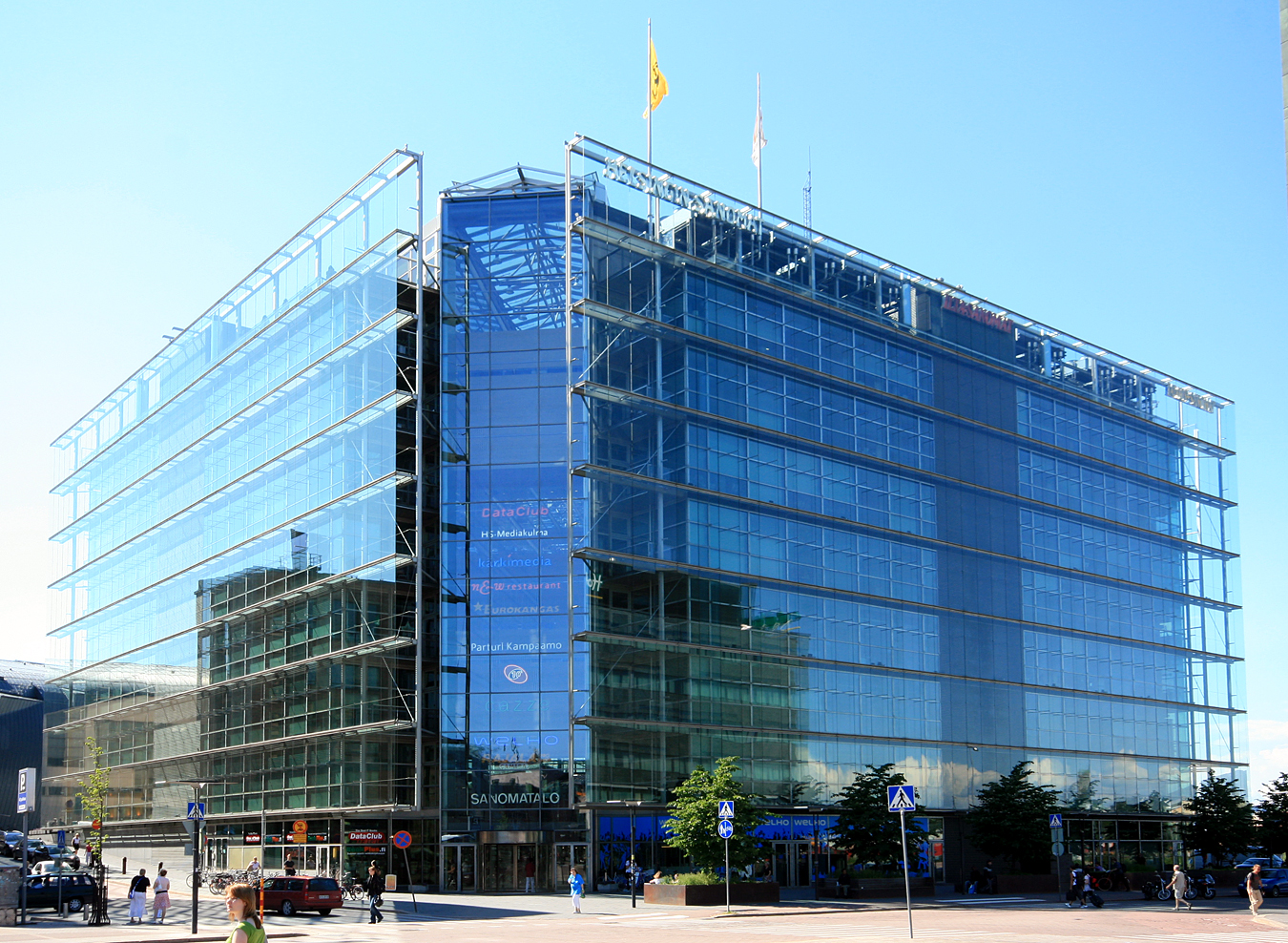
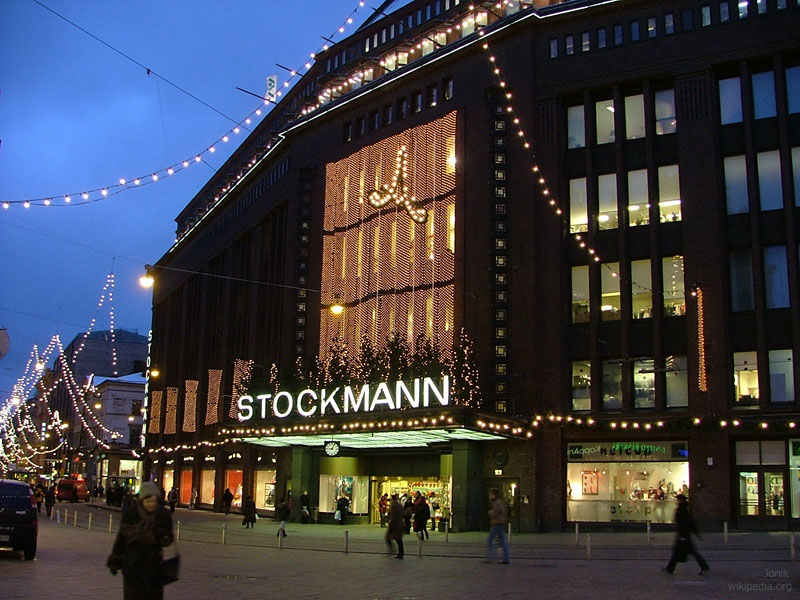
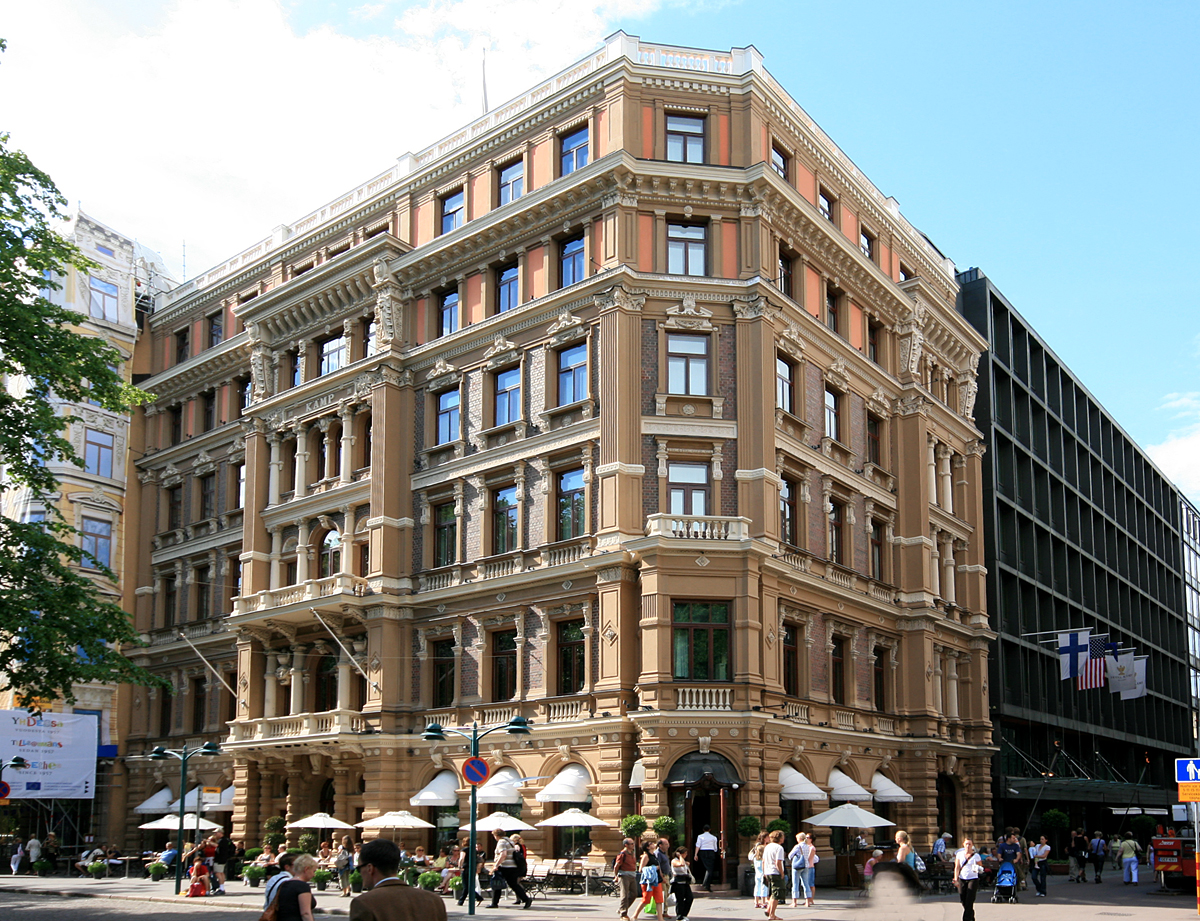
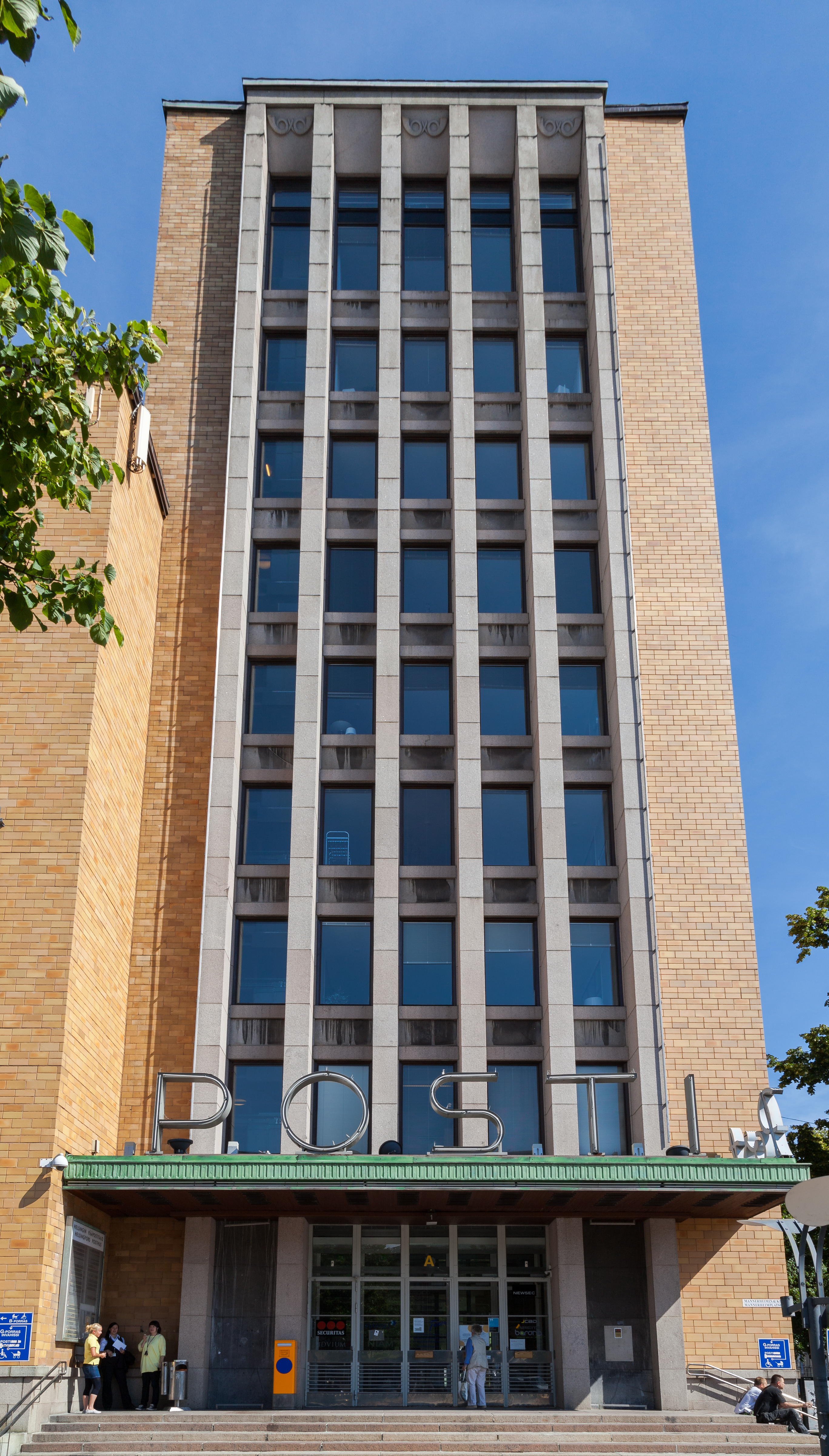